# Alice Gurschner
Alice Gurschner, Alice Pollak (Bécs, 1869. október 8. – Bécs, 1944. március 26.) osztrák írónő.

## Élete
Középosztálybeli zsidó családban nőtt fel Ludwig Pollak és Emma Gutmann gyermekeként. Magántanárok tanították a középiskolai tantárgyakra, elsősorban nyelvekre és zenére. 1897-ben ment feleségül Gustav Gurschner szobrászművészhez, a bécsi szecesszió egyik alapítójához. Három gyermekük született. Irodalmi munkássága egy részét a bécsi szecesszió híres lapja, a Ver Sacrum tette közzé. Házasságkötése után férjével két éven át Párizsban élt. Katolikus szertartás szerint kötött házasságot férjével, ezt családja nem hagyta jóvá. Apja 1905-ben bekövetkezett halála után kikeresztelkedett, monarchista és osztrák–magyar nacionalista lett. 
Írói álneve Paul Althof volt, e néven cikkeket publikált a Neue Wiener Journal, az Illustritre Wiener Extrablatt, a Wiener Fremden-Blatt, az Österreichische Volks-Zeitung és a Berliner Börsen-Courier című lapokban. Szépirodalmi alkotásait, önálló köteteit szintén ezen az álnéven jegyezte. Tagja volt az Osztrák Nőművészek Szövetségének (Vereinigung bildender Künstlerinnen Österreichs; VBKÖ).

## Válogatott munkái
- Drei Häuser: Roman aus Alt-Österreich Europa-Verlag, Bécs, 1938
- Semiramis: Ein Märchen für Könige  Bécs: Heller, 1914
- Der heilige Kuß Stuttgart & Berlin: Cotta, 1911
- Die wunderbare Brücke und andere Geschichten  Stuttgart: Cotta, 1908
- Das verlorene Wort Stuttgart & Berlin: J.G. Cotta Nachf, 1907
- Kunsthyänen  Berlin: Bloch, 1903
- Die schlafende Seele  Short story, Berlin, 1900
- Coghetta, Berlin: Freund & Jeckel, 1894
- Die Asolanen  Bécs: C. Daberkow, 1893
- Gernrode. Poetische Erzählung aus dem zehnten Jahrhundert  Lipcse, 1890

## Fordítás
- Ez a szócikk részben vagy egészben  az   Alice Gurschner című angol Wikipédia-szócikk ezen változatának fordításán alapul.  Az eredeti cikk szerkesztőit annak laptörténete sorolja fel. Ez a jelzés csupán a megfogalmazás eredetét és a szerzői jogokat jelzi, nem szolgál a cikkben szereplő információk forrásmegjelöléseként.